# Ringtaling
De ringtaling (Callonetta leucophrys), ook wel bekend als de roodschoudertaling, is een Zuid-Amerikaanse eend. Het is de enige soort in het geslacht Callonetta.

## Beschrijving
Het mannetje heeft een zwarte kruin en nek. De rest van de kop is izabelgrijs, fijn zwart gestreept. De mantel is grijsbruin. De schouderveren zijn levendig kastanjebruin en de rug, stuit en staart zijn zwart met een groene glans. De vleugels zijn zwart met een grote witte vlek op de vleugeldekveren en een bronsgroene spiegel. De borst is roze met zwarte ronde vlekjes en de flanken en de buik zijn grijs met een fijne, zwarte bandering. De onderstaartdekveren zijn bedekt met een witte zijvlek. De snavel is blauwgrijs en de poten zijn roze. Het vrouwtje heeft een donkerbruine kruin en een dito streep onder de ogen. De zijkant van de kop is wit met lichtbruine wangvlek. De schouders zijn dofbruin in plaats van kastanjebruinrood. De onderzijde is vuilwit met grove bruine dwarsbanden.

## Habitat en verspreiding
De ringtaling leeft in Zuid-Brazilië en Zuidoost-Bolivia tot Argentinië. De habitat zijn plassen en moerassen in open tropische wouden in de overgangszone van regenwoud naar de pampa.

## Status
De grootte van de populatie is in 2021 geschat op 25-100 duizend vogels. Op de Rode lijst van de IUCN heeft deze soort de status niet bedreigd.